# 김경률 (영화 감독)
김경률(1965년 11월 1일 ~ 2005년 12월 2일)은 대한민국의 영화 감독이다.

## 프로필
- 학력 : 제주대학교 경영학과 졸업
- 출생지 : 제주도

## 수상 경력
- 2005년 제4회 제주영화제 트멍상